# حوزه انتخابیه دوازدهم نیوجرسی
حوزه انتخابیه دوازدهم نیوجرسی یک حوزه انتخابیه مجلس نمایندگان آمریکا است که در ایالت نیوجرسی قرار دارد.